# عين الشواطر
عين الشواطر هي جماعة قروية تابعة لإقليم فكيك ضمن جهة الشرق بالمغرب. تضم عين الشواطر 006 1 نسمة موزعين على 193 أسرة، حسب الإحصاء العام للسكان والسكنى لسنة 2014.

## إحصاء عام
| السنة | عدد السكان | عدد الأسر | عدد الأجانب |
| ----- | ---------- | --------- | ----------- |
| 1994  | 1332       | 190       | °°°°        |
| 2004  | 1144       | 188       |             |
| 2014  | 1006       | 193       |             |

## دواوير الجماعة
تتكون جماعة عين الشواطر من ثلاث قصور :

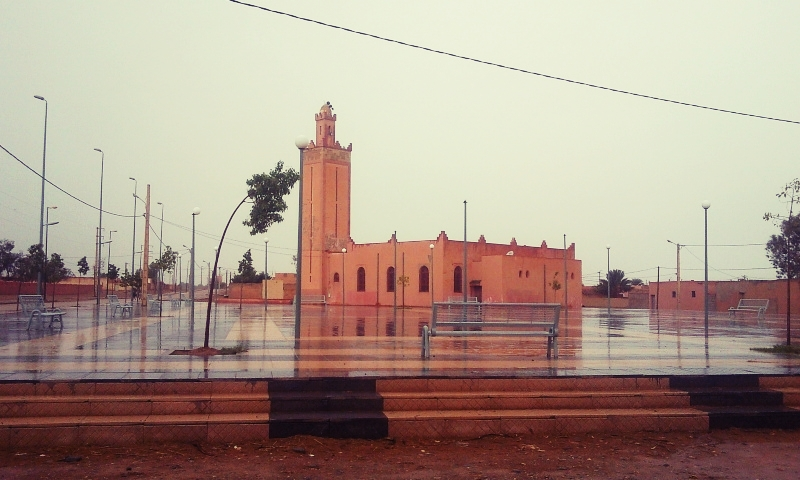
عين الشواطر ani chouater

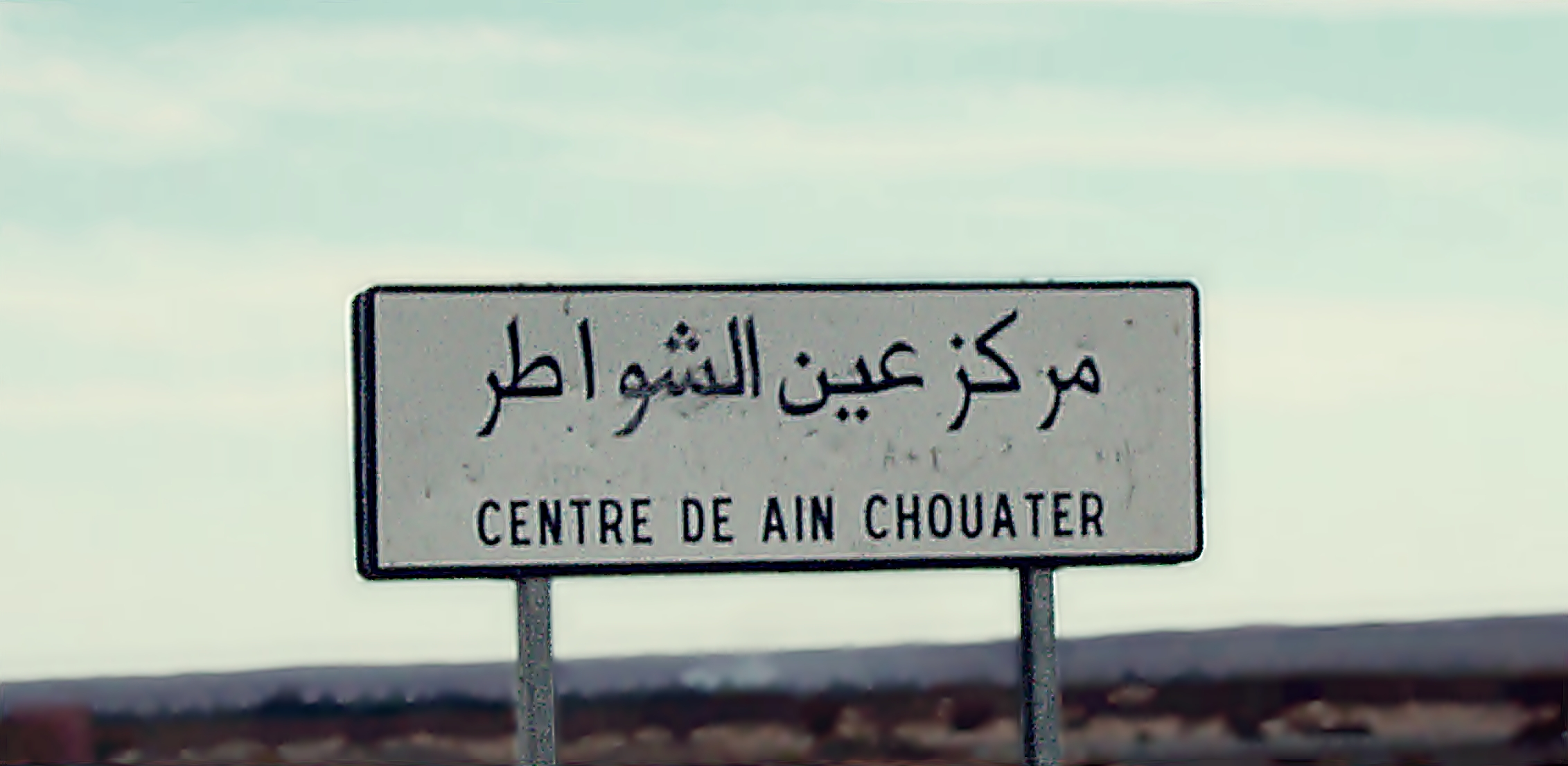

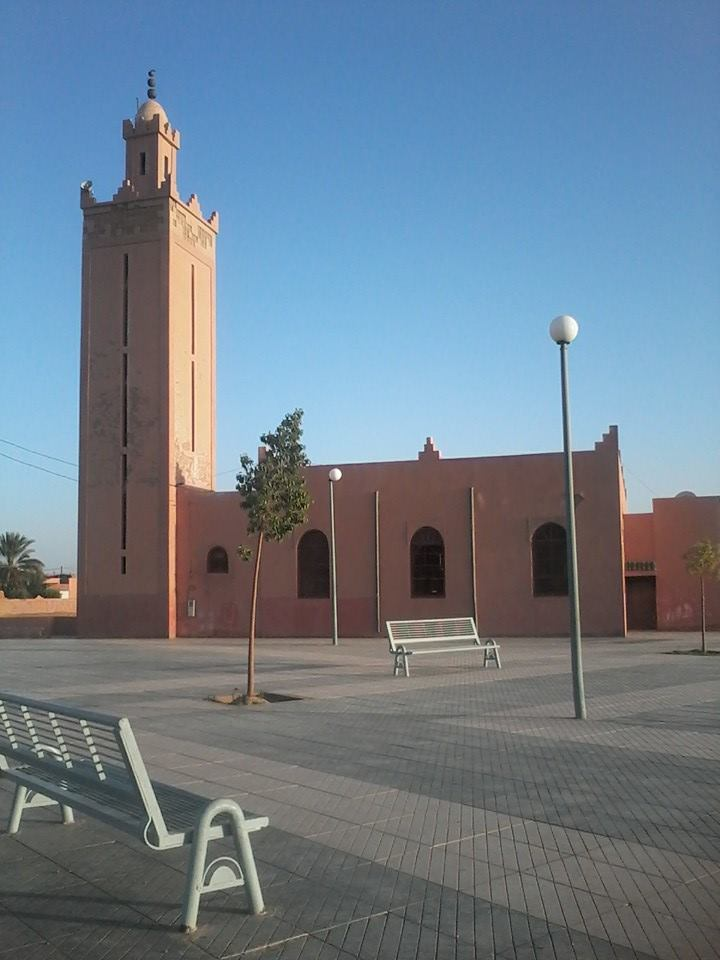
مسجد عين الشواطر - mosquée de ain chouater

- عين الشواطر
- دويمنيع
- حجاوى